# Longhua (Haikou)

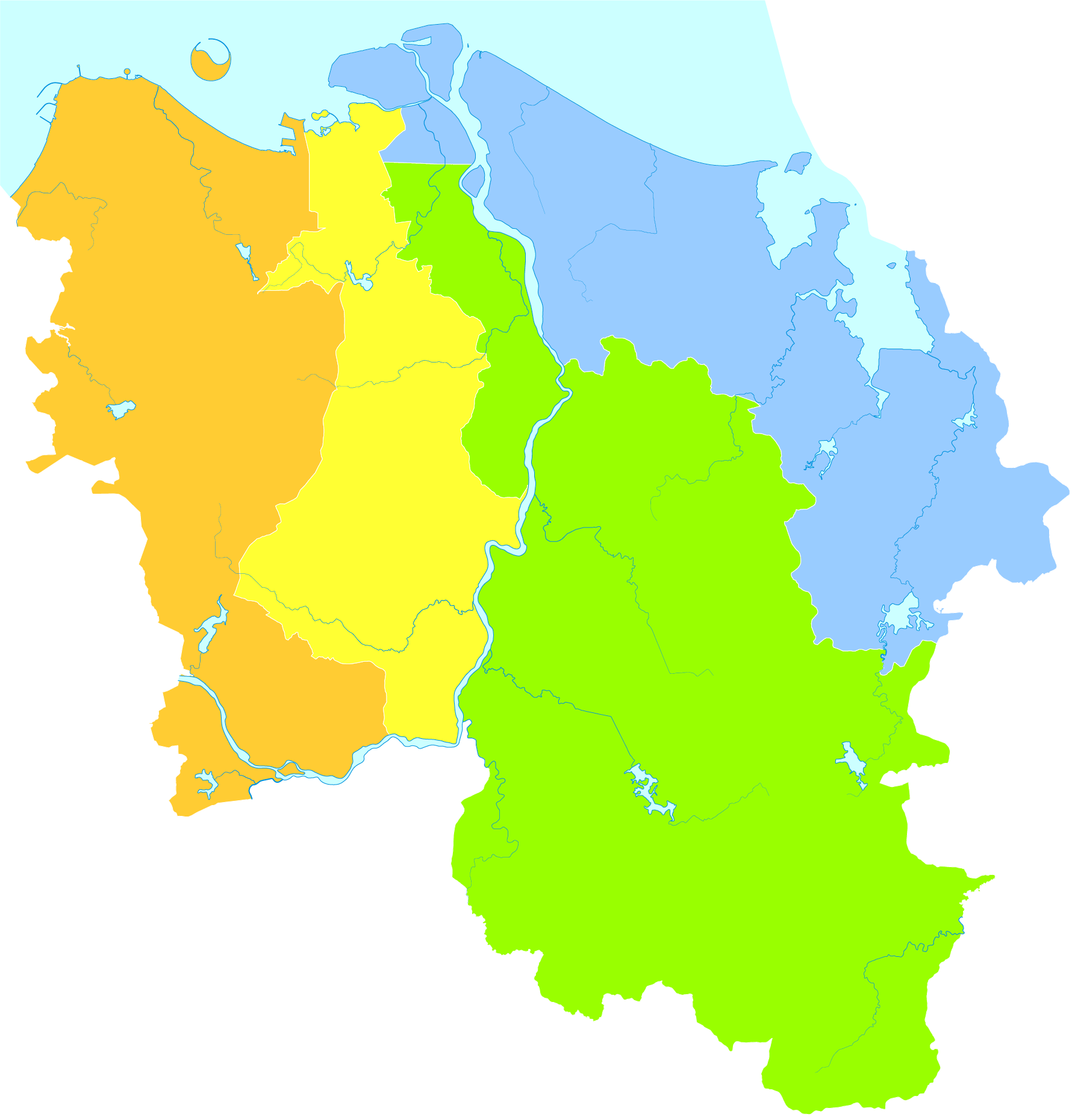
Longhua im westlichen Zentrum von Haikou

Longhua (龙华区,  Lónghuá Qū) ist der zentral gelegene chinesischer Stadtbezirk im Zentrum der bezirksfreien Stadt Haikou im Norden der Provinz Hainan. Er hat eine Fläche von 301 km² und zählt 797.684 Einwohner (Stand: Zensus 2020). 2002 zählte er noch 404.000 Einwohner. Longhua ist mit einer Fläche von 301 km² der kleinste und einer Bevölkerungsdichte von 2.650 Einwohnern pro Quadratkilometer der bei weitem am dichtesten besiedelte der vier Stadtbezirke.

## Administrative Gliederung
Auf Gemeindeebene setzt sich der Stadtbezirk aus sechs Straßenvierteln und fünf Großgemeinden zusammen. 